# Sergio Genovesi
Sergio Genovesi (Mantova, 18 gennaio 1943) è un politico italiano.

## Biografia
Laureato in giurisprudenza, esercita dal 1969 la professione di avvocato a Mantova, presso il proprio studio di famiglia, fondato dal nonno Cesare negli anni trenta del Novecento. È stato segretario del consiglio dell'Ordine degli avvocati della provincia di Mantova e presidente dei penalisti del distretto della Corte d'appello di Brescia. Esponente del Partito Socialista Italiano mantovano, è stato sindaco della città dal 6 agosto 1990 al 15 aprile 1993, alla guida di una giunta pentapartito di centro-sinistra.